# Indiana Pacers 1992-1993
La stagione 1992-93 degli Indiana Pacers fu la 17ª nella NBA per la franchigia.
Gli Indiana Pacers arrivarono quinti nella Central Division della Eastern Conference con un record di 41-41. Nei play-off persero al primo turno con i New York Knicks (3-1).

## Roster
| N° | Naz.                   | Ruolo | Sportivo         | Anno | Alt. | Peso |
| -- | ---------------------- | ----- | ---------------- | ---- | ---- | ---- |
| 5  | Stati Uniti (bandiera) | A     | Sam Mitchell     | 1963 | 198  | 95   |
| 10 | Stati Uniti (bandiera) | G     | Vern Fleming     | 1962 | 196  | 84   |
| 11 | Germania (bandiera)    | A     | Detlef Schrempf  | 1963 | 206  | 97   |
| 20 | Stati Uniti (bandiera) | GA    | George McCloud   | 1967 | 198  | 93   |
| 21 | Stati Uniti (bandiera) | G     | Malik Sealy      | 1970 | 203  | 86   |
| 23 | Stati Uniti (bandiera) | GA    | Sean Green       | 1970 | 196  | 95   |
| 24 | Stati Uniti (bandiera) | G     | Pooh Richardson  | 1966 | 185  | 82   |
| 31 | Stati Uniti (bandiera) | GA    | Reggie Miller    | 1965 | 201  | 84   |
| 32 | Stati Uniti (bandiera) | A     | Dale Davis       | 1969 | 211  | 104  |
| 41 | Stati Uniti (bandiera) | AC    | LaSalle Thompson | 1961 | 208  | 111  |
| 44 | Stati Uniti (bandiera) | A     | Kenny Williams   | 1969 | 206  | 93   |
| 45 | Paesi Bassi (bandiera) | C     | Rik Smits        | 1966 | 224  | 113  |
| 54 | Stati Uniti (bandiera) | C     | Greg Dreiling    | 1963 | 216  | 113  |

## Staff tecnico
- Allenatore: Bob Hill
- Vice-allenatori: Ed Badger, Bob Ociepka, Randy Wittman, Mel Daniels
- Preparatore atletico: David Craig